# Ruine Bürg
Die Ruine Bürg ist die Ruine einer Höhenburg, die als mittelalterlicher Wohnturm im 13. Jahrhundert in der Schweizer Gemeinde Frutigen im Kanton Bern erbaut wurde. 

## Lage und Beschreibung
Der Turm steht bei 1129 m ü. M. auf einem Hügel oberhalb des Dorfes Frutigen. Er ist von zwei Seiten durch Gräben geschützt und wurde so gebaut, dass er in Sichtverbindung mit den umliegenden Chutzen und der Tellenburg lag.  Heute sind noch Reste der Grundmauern zu erkennen.

## Geschichte
Der Turm war Stammsitz der Ritter von Frutingen, die Gefolgsleute der Reichsvögte von Kien waren. 